# Androcharta meones
Androcharta meones là một loài bướm đêm thuộc phân họ Arctiinae, họ Erebidae.